# Бои за Краматорск (2014)
Бои за Краматорск — боевые действия за контроль над городом Краматорск Донецкой области между вооружёнными силами Украины и пророссийскими сепаратистами самопровозглашённой Донецкой народной республики в ходе вооружённого конфликта на востоке Украины. 12 апреля 2014 года Краматорск был захвачен сепаратистами ДНР. 5 июля того же года формирования ДНР покинули город.
В ходе боёв около 50 человек погибло, большинство из них — мирные жители. Частично разрушены цеха завода «Энергомашспецсталь» и Краматорского завода тяжёлого машиностроения.

## Предыстория
В феврале 2014 года, после победы Евромайдана, в Краматорске возникло противостояние между правительственными силами и сепаратистами. Противники Евромайдана объявили о создании в городе народных дружин, взявших на себя совместное с милицией патрулирование города для защиты города от возможных провокаций, захвата административных зданий и сноса памятников приезжими сторонниками Евромайдана.
12-13 апреля сразу в нескольких районных центрах Донецкой области: Краматорске, Славянске, Красном Лимане и Горловке — появились российские диверсионные группы. Резко активизировались сепаратисты «ДНР». Они действовали по одному сценарию, беря под контроль органы управления и отделы милиции и возводя вокруг них баррикады из шин, мешков с песком и колючей проволоки. Над захваченными зданиями водружались чёрно-сине-красные флаги самопровозглашённой «Донецкой республики» и флаги России. Нападавшие не встретили почти никакого отпора со стороны правоохранительных органов: часть сотрудников милиции перешла на их сторону, остальные разошлись по домам. Правоохранительные органы в ряде городов Донбасса оказались деморализованы, парализованы и перестали выполнять свои функции, оказывая сепаратистам «ДНР» скрытую либо явную поддержку.

## Хронология

### Начало вооружённого противостояния

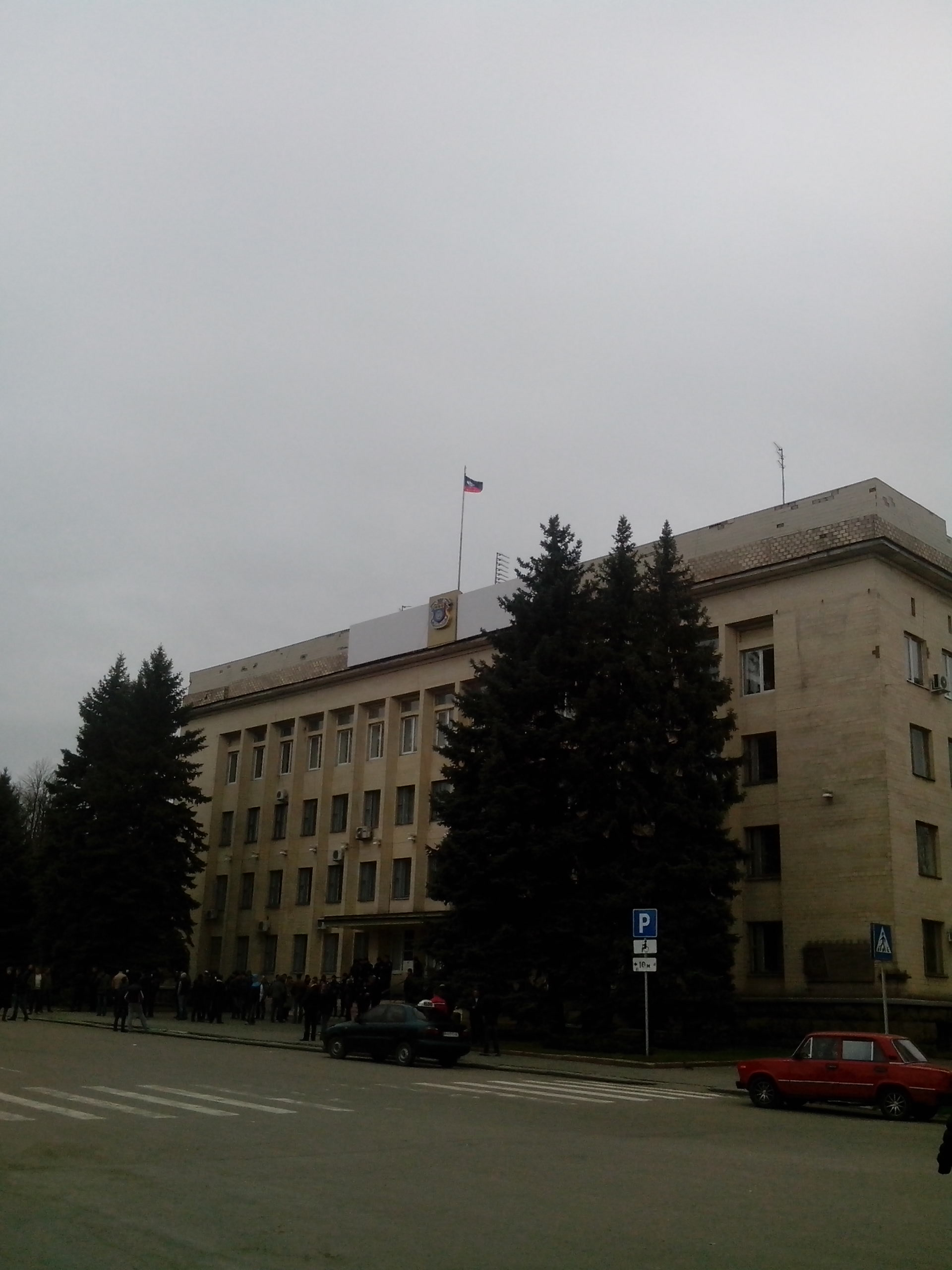
Флаг сепаратистов над Краматорским горисполкомом 12 апреля 2014 года.
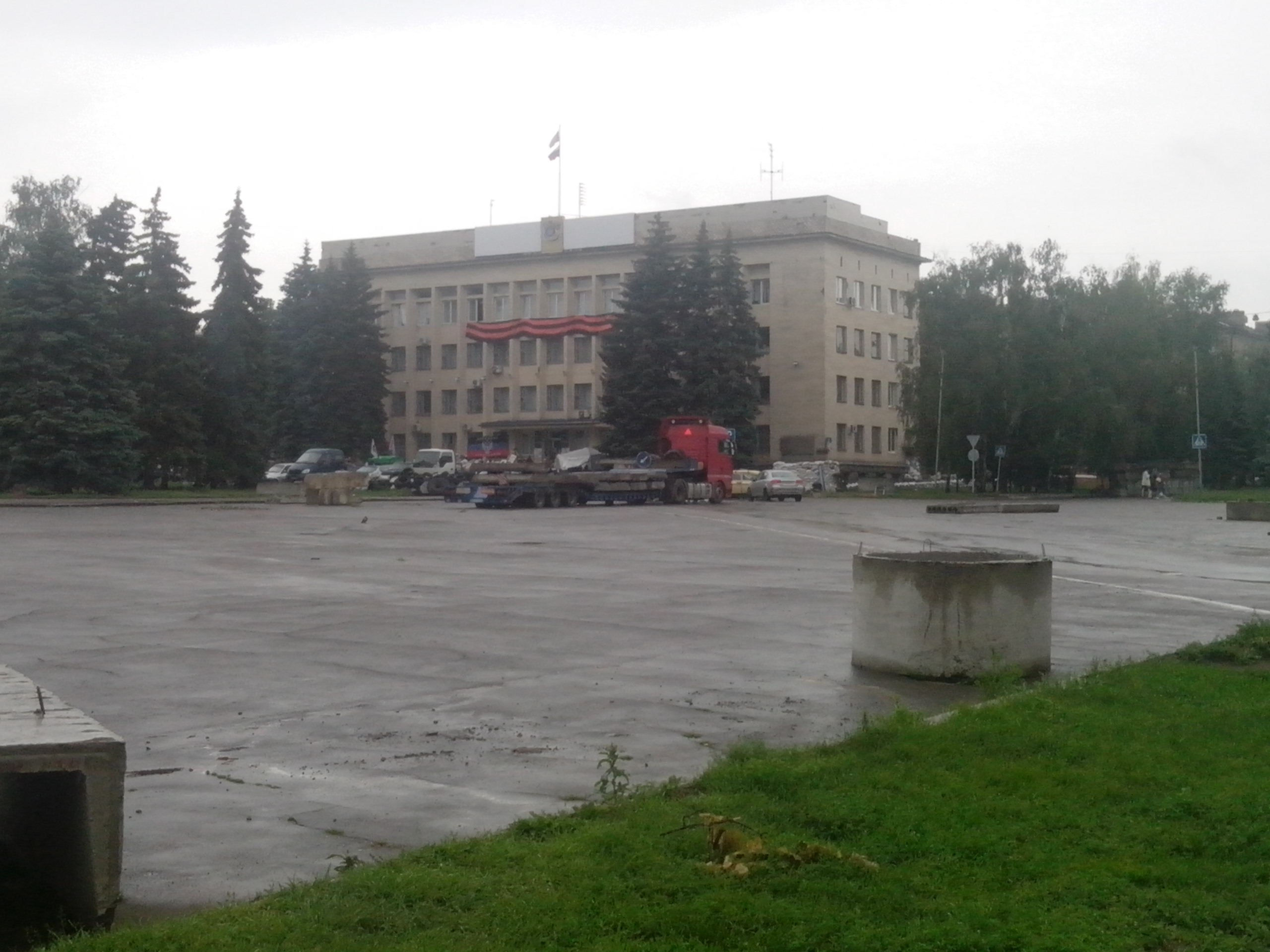
Баррикады сепаратистов «ДНР» перед городской администрацией Краматорска. Май 2014.

12 апреля российские диверсионные группы захватили отделение милиции в Краматорске и потребовали от мэра города Геннадия Костюкова признать «ДНР». Не дождавшись мэра, митингующие зашли в здание и подняли над ним флаг «ДНР». Милиционеры, охранявшие здание, не препятствовали этим действиям.
Во второй половине дня группа российских диверсантов и сепаратистов «Народного ополчения Донбасса (НОД)» в камуфляжной форме, вооружённых автоматическим оружием, напала на городской отдел милиции. Милиционеры были заранее предупреждены о возможной атаке и успели к ней подготовиться. Когда нападающие приблизились к зданию, и. о. начальника отдела Виталий Колупай попытался вступить с ними в переговоры, но нападающие открыли огонь в воздух, а затем начали стрелять и по окнам. Милиционеры в ответ периодически отстреливались, но ни один нападающий даже не был ранен. К нападающим присоединились несколько десятков местных жителей, которые первыми прорвались в здание. В результате штурма, который длился несколько часов, горотдел был захвачен. Нападавшие устроили в здании свой штаб, при этом ни одного из сотрудников милиции силой не удерживали; единственное, чего требовали — сдать оружие. Перед захваченными административными зданиями сепаратисты начали сооружать баррикады.
На окраине города ими был установлен блокпост в районе местного аэродрома (аэродром Краматорска, находящийся недалеко от города, представлял собой бывшую авиабазу, используемую как аэроклуб и не обслуживавшую гражданскую авиацию).
На другой день из соседнего Славянска к сепаратистам прибыло вооружённое подкрепление в количестве 28 человек, которыми командовал сепаратист с позывным «Терец». Отряд был направлен в Краматорск Игорем Стрелковым, возглавлявшим силы ДНР в Славянске.
Таким образом, нескольким десяткам вооружённых сепаратистам при поддержке части местного населения удалось установить полный контроль над городом. Хотя Краматорский отдел милиции насчитывал 380 сотрудников, милиция фактически не оказала никакого сопротивления. Cепаратистам достался внушительный арсенал ОВД — 500 единиц огнестрельного оружия.

### Первая операция Вооружённых сил Украины

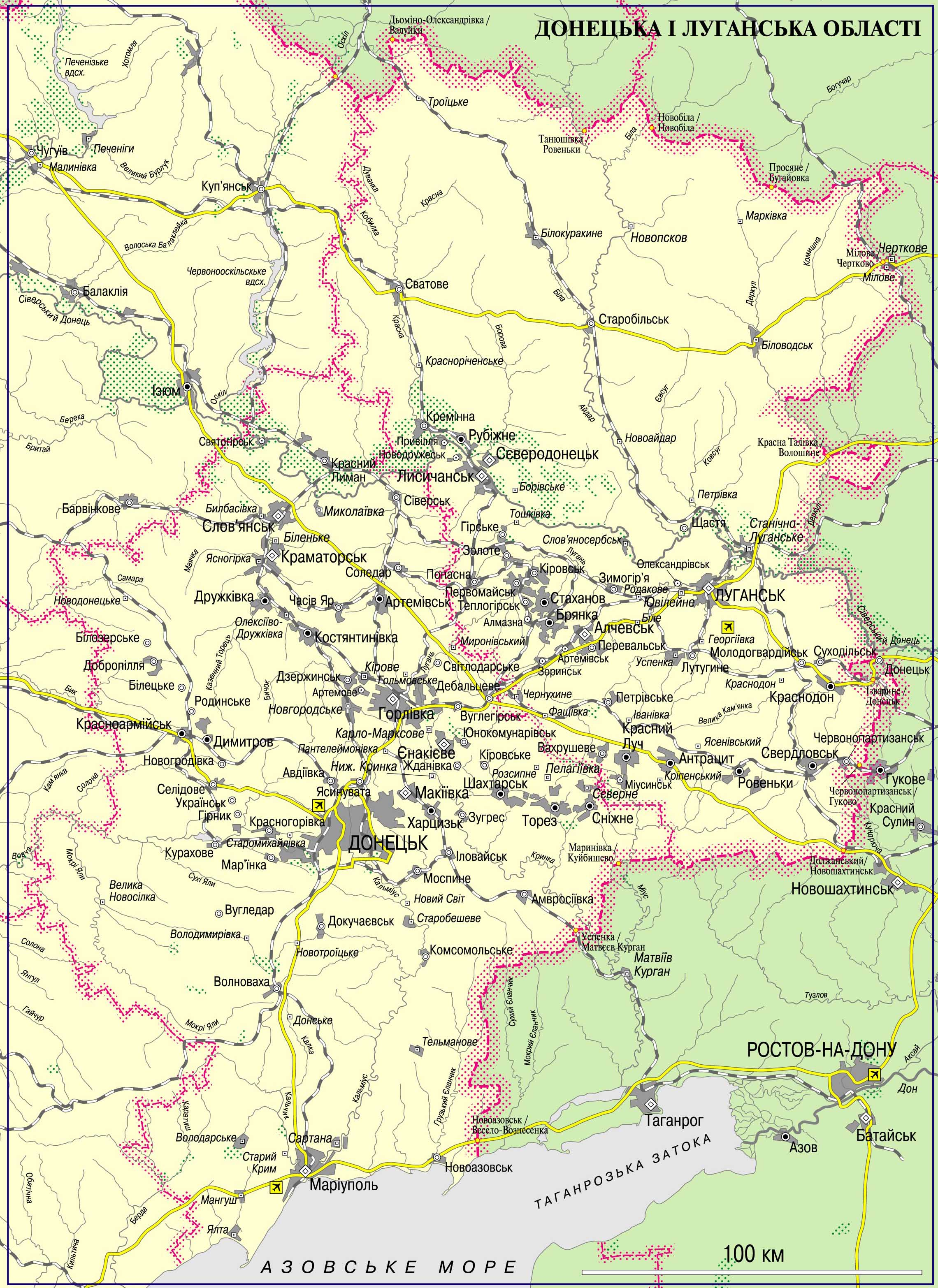
Карта населённых пунктов Донецкой и Луганской областей

14 апреля и. о. президента Украины Александр Турчинов подписал указ о начале антитеррористической операции на востоке Украины. Александр Турчинов лично возглавил штаб по проведению спецоперации, контроль за выполнением решения СНБО был возложен на секретаря СНБО Андрея Парубия, а непосредственная реализация — на первого заместителя главы СБУ Василия Крутова.
15 апреля во второй половине дня в районе краматорского аэродрома произошло первое вооружённое столкновение с начала объявленной «контртеррористической операции»: украинские спецназовцы (бойцы спецподразделения внутренних войск МВД Украины «Омега» и спецподразделения СБУ «Альфа») взяли под свой контроль аэродром. Украинские военные сначала обстреляли с вертолётов членов местного отряда самообороны, заблокировавших аэродром, после чего высадились и вступили в перестрелку на земле. В ходе столкновения пострадало несколько человек. СМИ сообщали о гибели от четырёх до нескольких десятков сепаратистов, однако эти сообщения не были подтверждены ни одной из сторон. Действиями силовиков лично руководил первый заместитель главы СБУ Василий Крутов.
По сообщению корреспондента РИА Новости, после боя к аэродрому со стороны Краматорска и Славянска направились сотни местных жителей, заявлявших, что намерены блокировать занявших его военных. В руках у них были флаги России и Донецкой народной республики. Часть протестующих была вооружена стрелковым оружием. Протестующие против действий силовиков попытались вступить с ними в переговоры. Руководитель спецоперации первый замглавы СБУ Василий Крутов заявил протестующим, что «военные прилетели защитить» их «от террористов». Собравшиеся с криками «Среди нас нет террористов!» набросились на него, после чего военным пришлось открыть предупредительный огонь в воздух. Снайперы заняли все ключевые точки вокруг аэродрома. Несколько сотен активистов остались у въезда на аэродром и начали сооружение баррикад.
16 апреля сепаратисты попытались захватить аэродром, однако их нападение отбили украинские силовики. По сообщениям представителей ВСУ, они наблюдали сотни людей, собравшихся вокруг аэродрома, некоторые из которых были вооружены АКС-74У, снайперскими винтовками и гранатами.
В тот же день в Краматорске сепаратисты заблокировали колонну украинской бронетехники, после переговоров обезоружили военнослужащих и направили бронетехнику для усиления позиций сепаратистов в Славянске. Ещё 16 единиц бронированной техники и более полусотни военных из отдельной Днепропетровской воздушно-десантной бригады сухопутных войск Украины были заблокированы сепаратистами возле Краматорска. Трём боевым машинам удалось вырваться. Сепаратисты долгое время вели переговоры с военными и заставили их отдать затворы и бойки от автоматов, без которых оружие не может стрелять.
18 апреля в Краматорске и других городах области отключили трансляцию российских телеканалов.
Позже сепаратисты предложили обменять заложников, в том числе начальника местной милиции, на оружие.

### Вторая операция силовиков при поддержке ВСУ

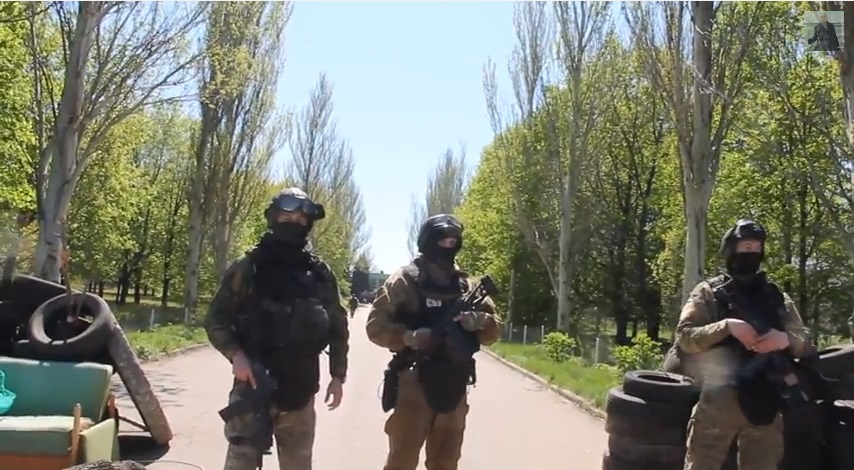
Сотрудники СБУ под Краматорском, апрель 2014

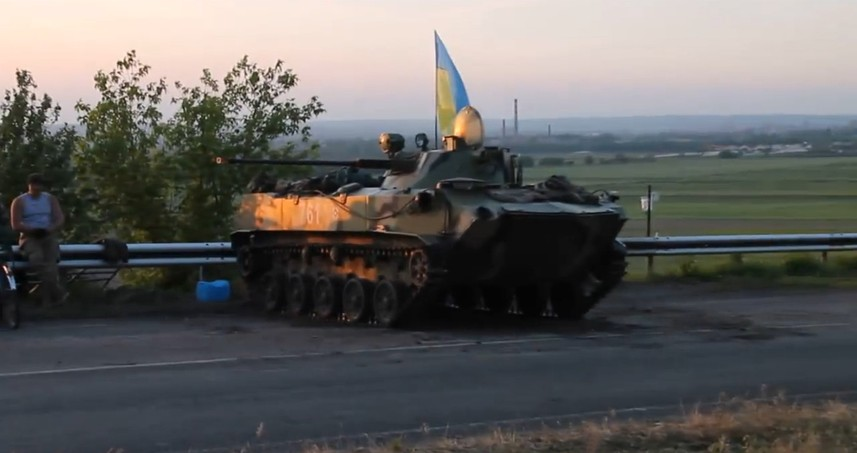
Украинский БМД-2 на блок-посту между Краматорском и Славянском, май 2014

Следующие несколько дней правительство Украины сосредоточило войска в первую очередь в районе Славянска. Однако 25 апреля на аэродроме Краматорска взорвался военный вертолёт Ми-8, после того, как ему во время взлёта был прострелен топливный бак. В интервью российским СМИ сепаратисты взяли на себя ответственность за стрельбу и сообщили, что они стреляли в вертолёт из ручного гранатомета. Дмитрий Тымчук, военный эксперт и директор Центра военно-политических исследований в Киеве, сообщил журналистам, что пилот вертолета всё-таки сумел спастись, получив незначительные травмы. По некоторым сообщениям, на аэродроме также был уничтожен транспортный самолёт.
Возобновив наступление, украинские войска восстановили контроль над многими ранее захваченными сепаратистами зданиями в Славянске. После этого, 2 мая украинские вооружённые силы заняли телевизионную башню в Краматорске. В городе пророссийские активисты организовывали живые цепи для препятствования движению украинской техники, в результате чего бронетранспортёрам правительственных войск приходилось передвигаться по ночам. По словам лидера сепаратистов, в столкновениях между силами Украины и сепаратистов в ночь со 2 на 3 мая были убито десять и ранено тридцать пророссийских активистов. В ходе боёв украинская армия смогла вытеснить сепаратистов из здания Службы безопасности Украины (СБУ), которое они занимали. Уличные бои возобновились, и по сообщениям российские СМИ город был в основном под контролем украинских войск, а пророссийские активисты контролировали городскую площадь. В ходе уличных боев, по сообщениям некоторых СМИ, погибло до 6 человек. Одной из погибших стала 21-летняя медсестра Юлия Изотова. Её похороны подхлестнули антиукраинские настроения в городе.

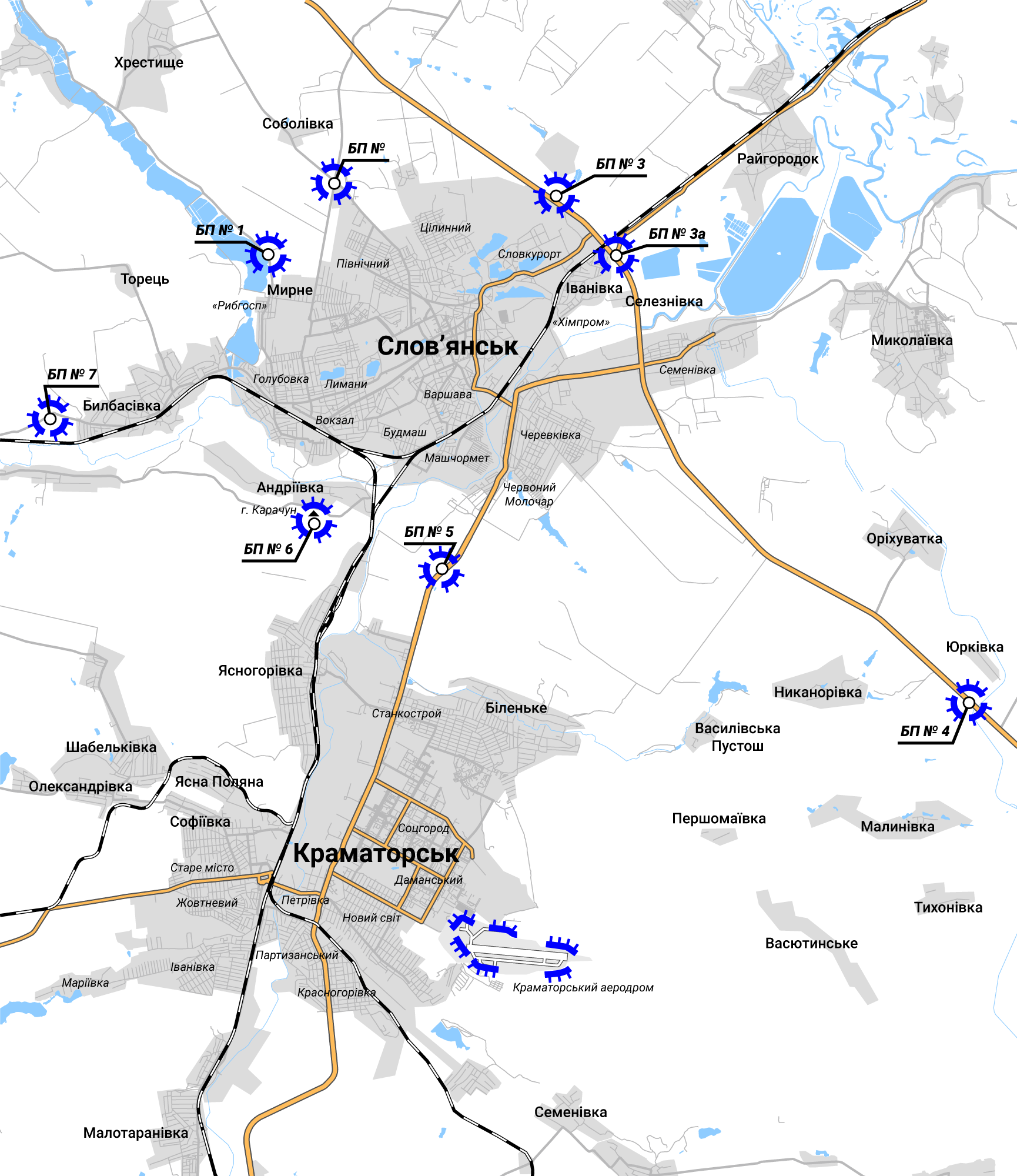
Блокпосты в районе Славянска и Краматорска в мае-июне 2014 года

4 мая сообщалось, что здание было оставлено правительственными силами, а не укреплено, и что флаг Донецкой Народной Республики все ещё был поднят над ним даже после того, как сепаратисты были вытеснены оттуда, украинская армия резко отошла назад к своим позициям на военном аэродроме. После этого сепаратисты захватили здания СБУ и отделения милиции, которые были оставлены украинскими войсками. В течение дня вспыхнули столкновения между сепаратистами и армейской колонной на дороге под Краматорском, в результате чего погиб один мирный житель.

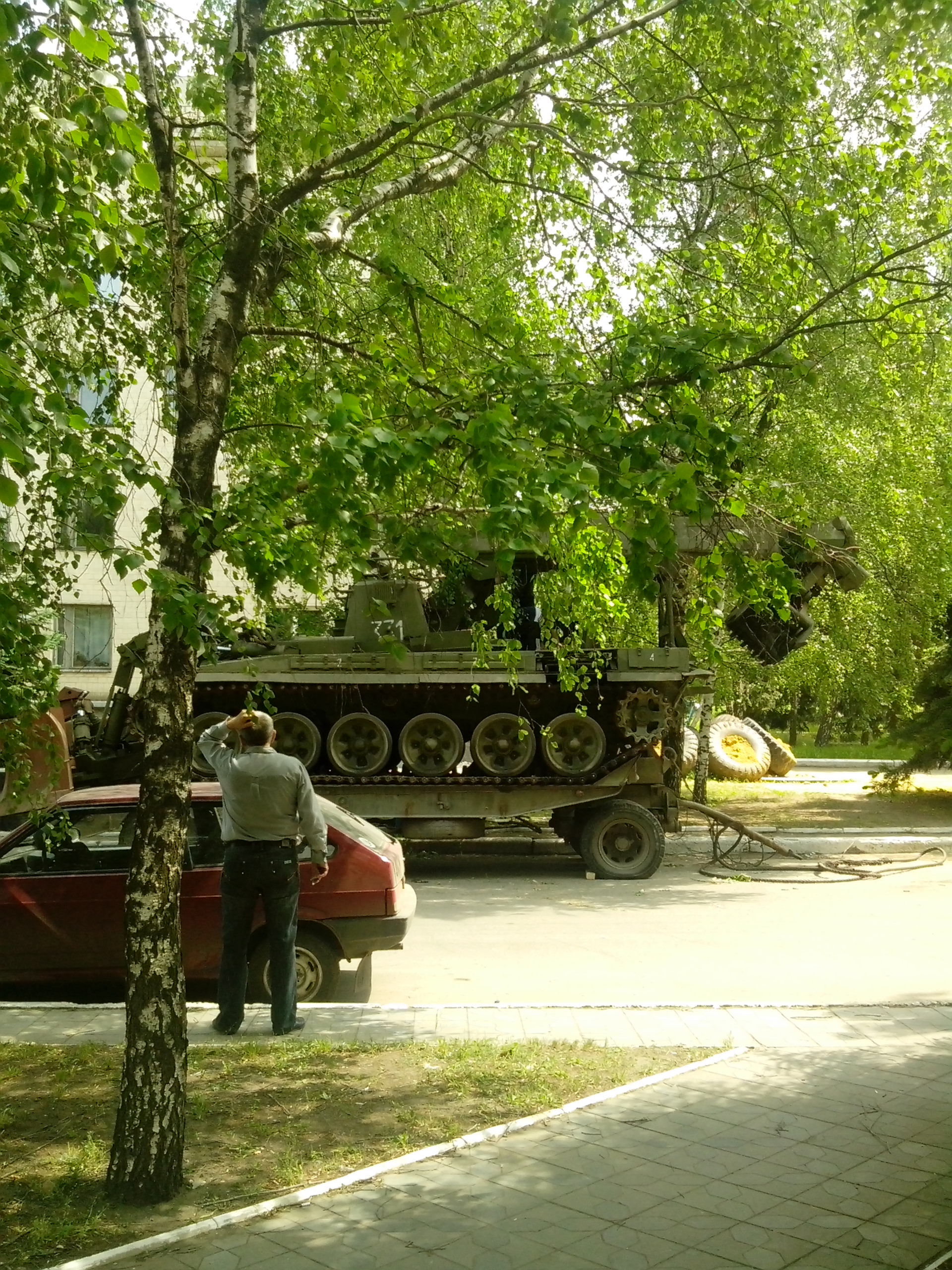
ИМР-2, захваченный боевиками ДНР.

13 мая под Краматорском украинские войска попали в засаду около тридцати сепаратистов. Сепаратисты обстреляли из гранатомета украинский БТР, который перевозил парашютистов. В результате обстрела БТР взорвался. В последующей перестрелке многие солдаты были ранены, семеро солдат и один боец ДНР были убиты. Также был уничтожен перевозчик миномета правительственных войск. В рамках продолжающейся военной операции в районе Краматорска 15 мая украинская армия уничтожила укрытия сепаратистов в лесу около города, взяв в плен троих сепаратистов.
25 мая украинская авиация нанесла удар по позициям сепаратистов.

### Продолжение боевых действий
Бои продолжались 2 июня на окраине Краматорска, в результате чего три человека погибли.
10 июня сепаратисты предприняли очередную попытку штурма позиций ВСУ и аэродрома. В ходе трёхчасового боя, по сообщениям штаба АТО, украинские военные уничтожили блок-пост, 2 миномета, 1 ИМР (недавно захваченную на Краматорском заводе) и около 40 сепаратистов, в свою очередь сепаратисты сообщили, что в ходе штурма один сепаратист погиб двое получили ранения. Потери украинской стороны составили двадцать человек, хотя в штабе АТО заявили, что потерь среди военнослужащих нет.
Более значительный инцидент произошел 14 июня, когда украинские войска начали авиаудары по позициям сепаратистов в Краматорске. По заявлению представителей украинской армии, были уничтожены не менее пятидесяти сепаратистов.
17 июня возобновились бои за Краматорск, вместе с боями за Славянск, Амвросиевку и Луганск.
27 июня сепаратисты атаковали армейский блокпост вблизи Краматорска и захватили его. Однако вскоре после этого правительственные войска провели контрнаступление и сумели отбить блокпост. В результате боёв четверо человек были убиты и пятеро ранены. Во время атаки сепаратисты применили восемь танков и минометов. В ходе боя были уничтожены четыре правительственных бронетранспортера и один миномёт.
По сообщениям западного источника, один из танков сепаратистов был уничтожен и один захвачен, а число жертв среди сепаратистов неизвестно, и с их стороны не было никаких данных.
1 июля из артиллерийских орудий был обстрелян городской автобус. Четверо мирных жителей погибли и пятеро были ранены. 5 июля правительственные силы вытеснили сепаратистов из Славянска, вынудив их отступить к Краматорску. По сообщениям BBC News, свидетели видели, что сепаратисты оставили контрольно-пропускные пункты в Краматорске, после чего город был занят украинскими военными. Позже в тот же день премьер-министр ДНР Александр Бородай подтвердил, что сепаратисты ушли из Краматорска и отступили к Донецку. Позже вооружённые силы Украины восстановили управление городом, и над зданием городской администрации был поднят украинский флаг. По словам представителей администрации Краматорска, в ходе боёв были убиты по крайней мере пятьдесят человек, а двадцать два раненых находятся в больнице по состоянию на 8 июля.

### Вторжение России на Украину — 2022
8 апреля 2022 года был совершён ракетный обстрел вокзала Краматорска, находящегося под контролем Украины, где люди ждали поезда для эвакуации. По данным Генпрокуратуры Украины, на вокзале были около 4000 людей. На обломках ракеты видна надпись «За детей». Погибли не менее 58 и были ранены более 100 человек. По словам официальных лиц Украины, обстрел был совершён российскими войсками. Минобороны России отрицает свою причастность, обвинив в произошедшем украинские войска. Как заявил высокопоставленный представитель министерства обороны США, до появления данных о гибели гражданских лиц Россия заявила об успешном ударе.
21 апреля разведка Минобороны Великобритании сообщила о том, что российские войска в Донецкой области продвигаются в сторону Краматорска.

## Память
5 июля 2015 года в Краматорске прошли мероприятия, посвященные освобождению города украинскими военными. В подготовке мероприятий в рамках Всеукраинской акции «Живописная Украина» приняли участие благотворительный фонд «С верой в себя» и Центральный печатный орган Министерства обороны Украины — журнал «Войско Украины». Президент Украины Пётр Порошенко вручил государственные награды военнослужащим за мужество и героизм, проявленные во время освобождения ВСУ Краматорска и Славянска год назад. По словам Порошенко, «эти победы вернули веру украинцев в своих защитников, в силу и мощь украинской армии. И в то же время лишили российского агрессора иллюзий относительно „парадного марша“ по нашей украинской земле».